# One More Night (piosenka Boba Dylana)
One More Night – piosenka skomponowana przez Boba Dylana, nagrana przez niego w lutym 1969 i wydana na albumie Nashville Skylinew kwietniu 1969 r.

## Historia i charakter utworu
Utwór ten został nagrany na pierwszej sesji do albumu 13 lutego 1969 r. Plonem tej sesji były także: „To Be Alone with You”, „I Threw It All Away” oraz „Lay Lady Lay” (nieudane próby) oraz tajemniczy „Blues” (tytuł roboczy).
Była to pierwsza sesja nagraniowa Dylana od prawie roku.
Piosenka ta zajmuje się dawnymi tematami Dylana – miłością i niewiernością. W pewnym sensie odczucie, że nie dorasta do oczekiwań kochanki, jest tu mniej dobitnym wyrażeniem tematu „It Ain’t Me Babe”.
Piosenka ta jest jednym z tych utworów Dylana tego okresu, które najbardziej zbliżają się stylu Hanka Williamsa. Wiele także zawdzięcza Elvisowi Presleyowi, zwłaszcza jako wykonawcy takich utworów jak „Blue Moon of Kentucky”, a nawet starym piosenkom kowbojskim takim jak np. „Lonesome Prairie”.
Od strony muzycznej piosenka wiele zawdzięcza Normanowi Blake’owi, grającemu na gitarze Dobro.

## Wykonania piosenki przez Dylana
- Dylan wykonał tę piosenkę na koncertach dwukrotnie:

latem 1990 r. w Toronto w Kanadzie, gdzie na scenie towarzyszył mu Ronnie Hawkins
jesienią 1995 r. w Sunrise na Florydzie, gdzie dołączyła do niego wokalistka i skrzypaczka bluegrassowa Alison Krauss.

## Muzycy
- Bob Dylan – gitara, harmonijka, wokal, pianino
- Charlie McCoy – gitara basowa
- Kenneth Buttrey – perkusja
- Pete Drake – elektryczna gitara hawajska
- Norman Blake – gitara Dobro
- Charlie Daniels – gitara
- Bob Wilson - pianino

## Wersje innych artystów
- Ronnie Hawkins – Ronnie Hawkins (1970)
- New Deal String Band – Blue Grass (1970)
- Lester Flatt and Earls Scruggs – Final Fling (1970); 1964–1969, Plus (1996)
- Tony Rice – Church Street Blues (1983)
- The Rarely Herd – Coming of Age (1999)
- 2 of Us – From Zimmermann to Genghis Khan (2001)
- Second Floor – Plays Dylan (2001)
- Big Brass Band – A Few Dylan Songs (2003)